# Lunar Orbiter-program

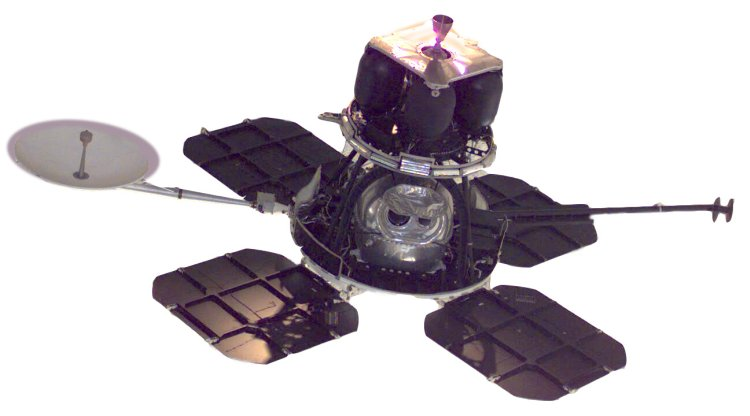
Lunar Orbiter-1 (NASA)

A Lunar Orbiter-program öt, Hold körül keringő űrszondából állt, melyek 1966 és 1967 között végezték a holdfelszín fényképezését.

## A program célja
Az Apollo-program előkészítésére a NASA öt űrszondát küldött Hold körüli pályára, melyek feltérképezték a felszínt és megfelelő leszállóhelyeket kerestek a későbbi Surveyor-szondák és Apollo-expedíciók számára. A munka során a Hold felszínének 99%-át lefényképezték 60 méteres felbontással.
Az első három expedíció elsődleges célja az volt, hogy leszállási helyeket derítsen föl az Apolló expedíciók számára. Ezek az űrszondák egyenlítő-közeli pályákon keringtek. E feladat sikeres végrehajtása után a Lunar Orbiter-4-et közel poláris pályára állították térképező feladattal azért, hogy felvételeivel egyenletesen fedje le a Hold látható oldalát.

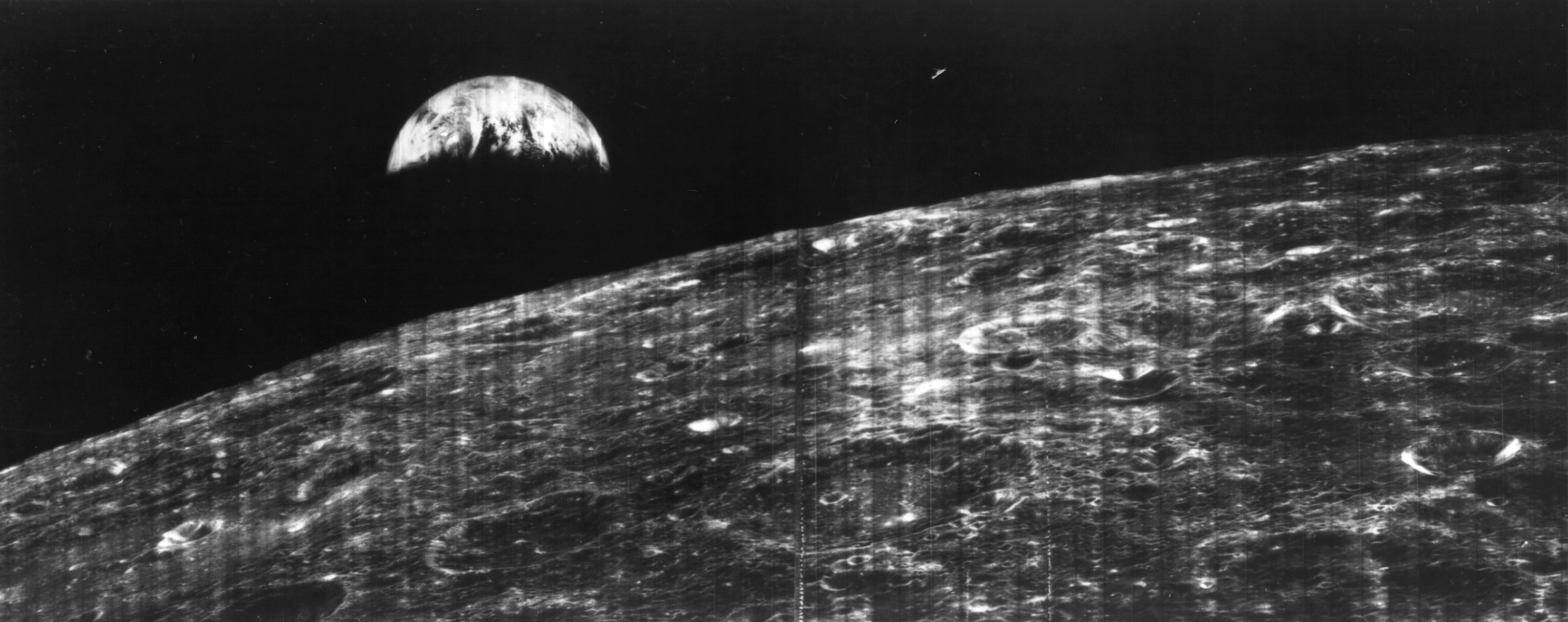
A Lunar Orbiter-1 felvétele a Holdról és a Földről.

## Lunar Orbiter szondák
(zárójelben az indítás dátuma)
- Lunar Orbiter-1 (1966. augusztus 10.);
- Lunar Orbiter-2 (1966. november 6.);
- Lunar Orbiter-3 (1967. február 5.);
- Lunar Orbiter-4 (1967. május 4.);

Ez az űrszonda közel poláris pályán keringve a Hold látható oldalát egyenletesen lefedte felvételeivel. Az új évezredben történt meg ezeknek a klasszikus fotótechnikával készült, de elektronikusan továbbított felvételeknek a digitális újraföldolgozása.
- Lunar Orbiter-5 (1967. augusztus 1.);

## Külső hivatkozások
- Digital Lunar Orbiter Photographic Atlas of the Moon
- A Lunar Orbiter Program története) Archiválva 2020. április 11-i dátummal a Wayback Machine-ben
- Vezető a Lunar Orbiter felvételekhez (PDF) 1970, NASA SP-242
- Asztronautika és a Lunar Orbiter
- A hold kutatása és a Lunar Orbiter program
- A Hold Lunar Orbiterek által készített fényképes atlasza Lunar and Planetary Institute